# Joana Vasconcelos (canoísta)
Joana Vasconcelos (Vila Nova de Gaia, 22 de fevereiro de 1991) é uma canoísta portuguesa medalhista, escolhida para representar o país nas Olimpíadas de Tóquio em 2021.

## Carreira
Nascida em Vila Nova de Gaia, Joana Vasconcelos começou a praticar canoagem no Clube Náutico de Crestuma, onde venceu o primeiro lugar do pódio do Campeonato Mundial da ICF Canoe Kayak Sprint Junior na classe K-1 1000 metros, que decorreu em Moscovo em 2009.
Em 2010, com 18 anos, mudou-se então para o clube Sport Lisboa e Benfica, e atualmente treina e pratica no Centro de Alto Rendimento de Montemor-o-Velho, que acolhe as modalidades de canoagem, natação, remo e triatlo.
Em 2012 ganhou a medalha de bronze no evento K-2 200 metros no Campeonato Europeu de Canoagem de Velocidade em Zagreb, classificando-se para o Campeonato Mundial de Canoagem de Velocidade da ICF, em Londres, onde participou nas provas de K4 500 metros, K2 500 metros e K2 200 metros. Ainda nesse mesmo ano, competiu nas provas de canoagem das Olimpíadas de 2012, em Londres, terminando a competição em 6º lugar na prova de K-2 500 metros feminino ao lado de Beatriz Gomes e em 6º na prova de K-4 500 metros feminino ao lado de Teresa Portela, Helena Rodrigues e Beatriz Gomes.
Em 2021 ela foi qualificada para os Jogos Olímpicos e e Maio venceu a prova de K1 500 metros e conquistou assim a Medalha de Ouro na Taça do Mundo de Barnaul, na Rússia, com o tempo de 01:56.183.